# 上総更級公園
上総更級公園（かずささらしなこうえん）は、千葉県市原市更級にある総合公園で、正式名称は市原市総合公園（いちはらしそうごうこうえん）。五井駅東口開発の一環として整備され、2013年（平成25年）4月1日に開園した。

## 概要
上総更級公園は、市原市が所管している唯一の総合公園であり、その総面積99000m2となっている。市原市都市交流拠点整備基本計画の基幹事業の一つとして、2008年（平成20年）度から2012年（平成24年）度までの期間で整備され、平成25年4月1日に全面供用を開始した。インクルーシブ広場、スケートコート等の施設の他に、景観に溶け込むように配置された人工貯水池があり、その周辺に散歩道が整備されている。

## 沿革
- 2013年（平成25年）4月1日 - 全面供用開始[1]。

## 施設

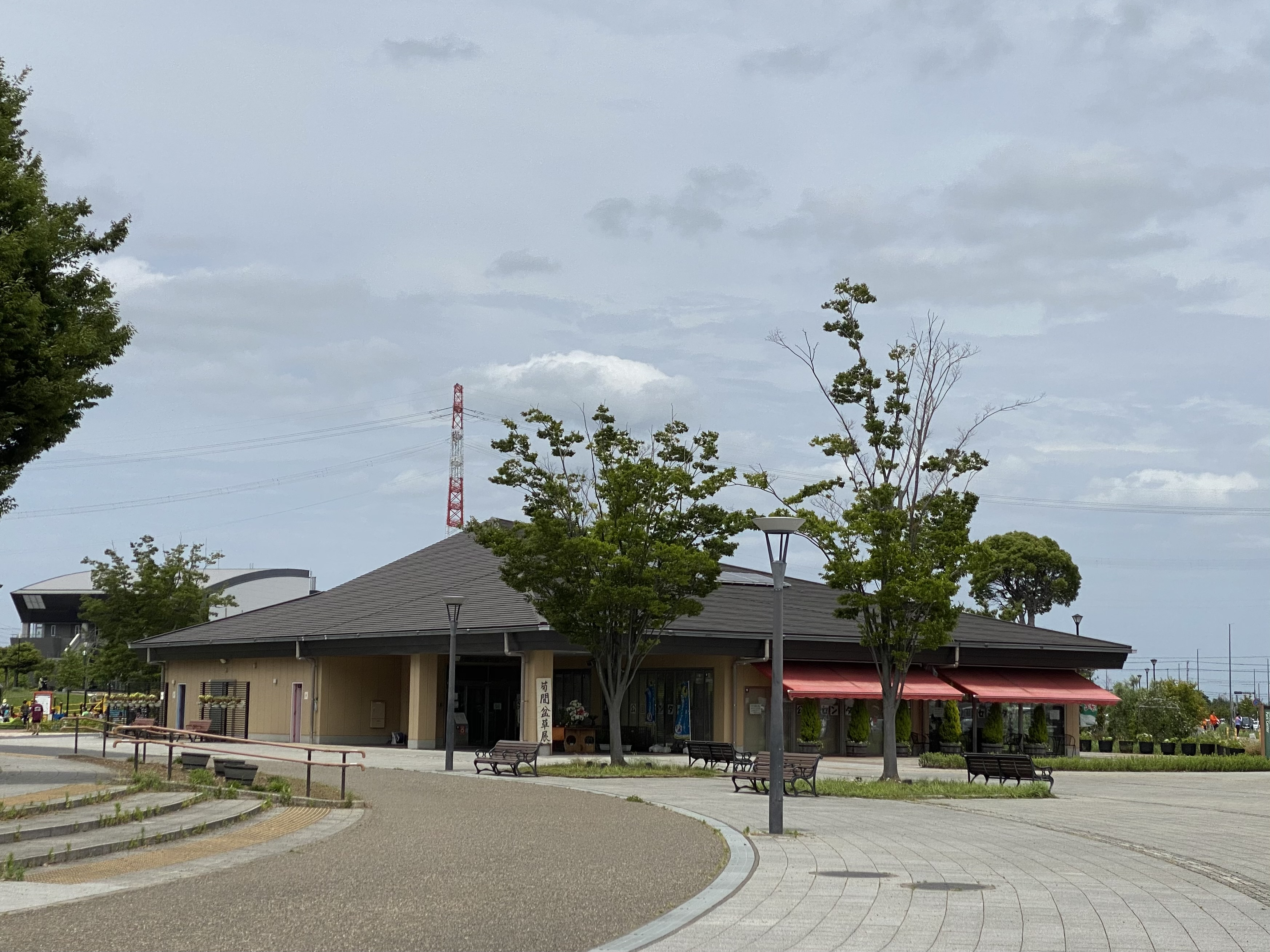
公園センター（2023年5月）
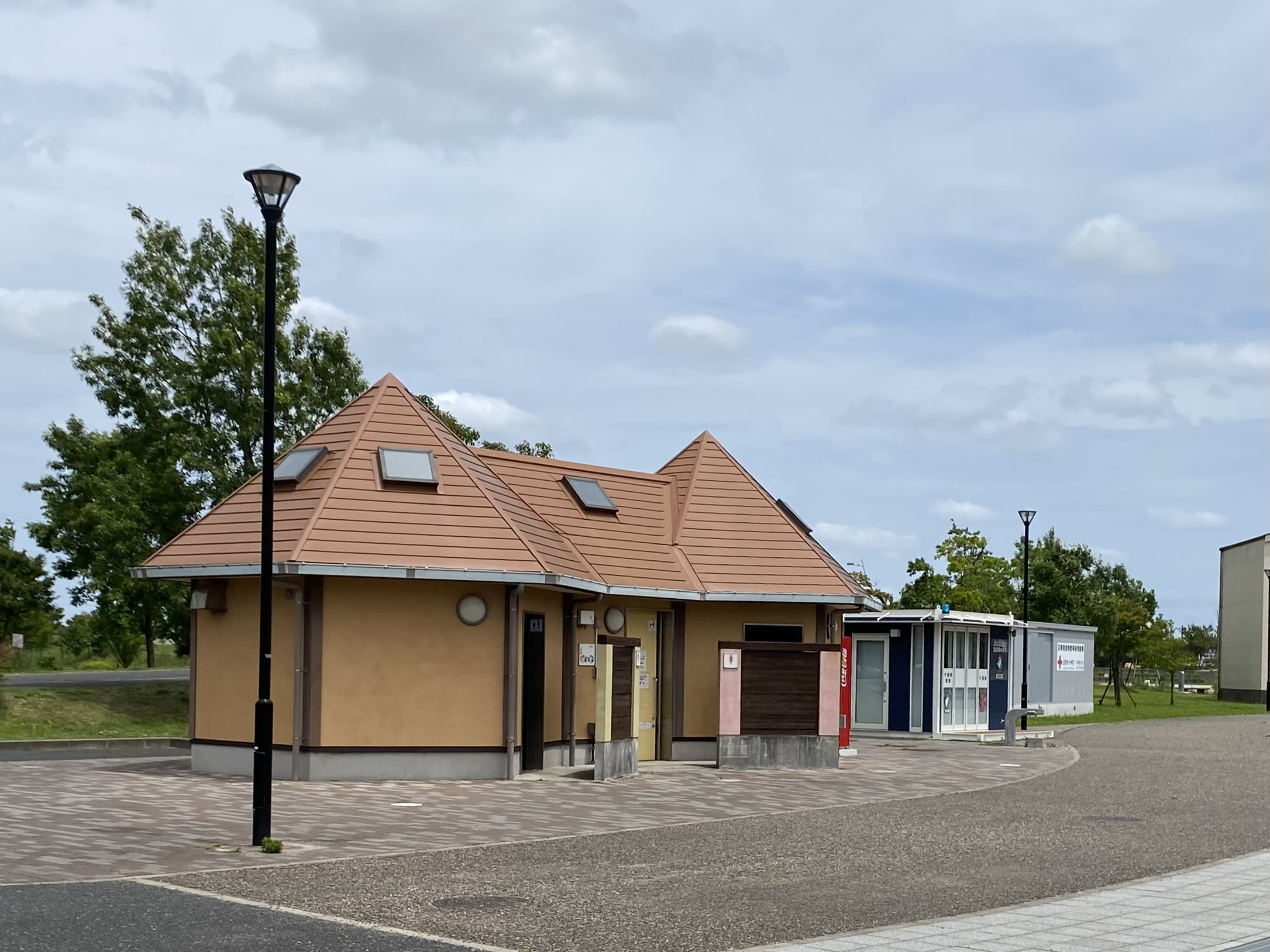
公衆トイレ・防犯ボックス（2023年5月）
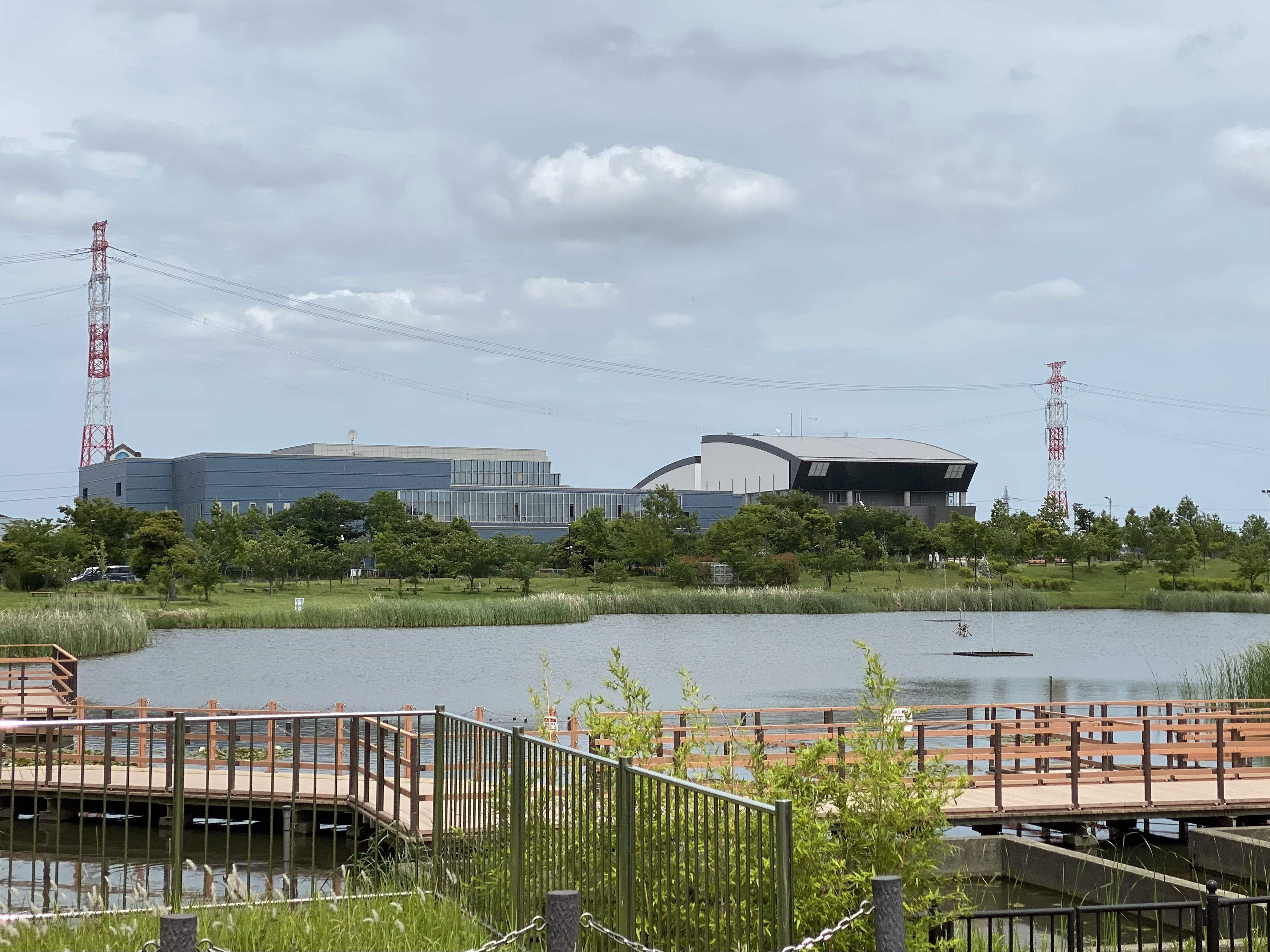
貯水池（2023年5月）
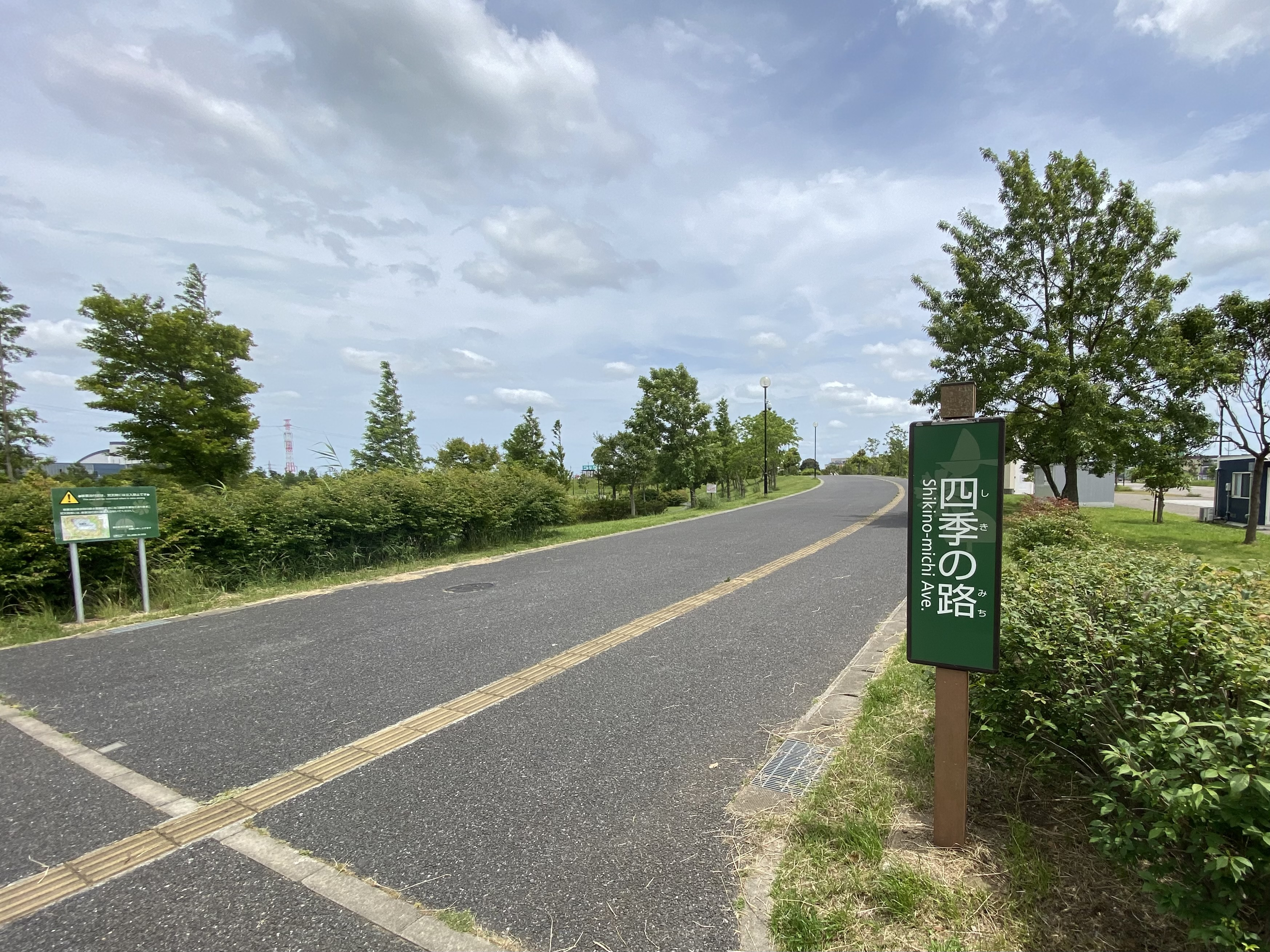
四季の路（2023年5月）

公園内の施設及びその設備は以下の通りである。
- 公園センター
  - 公園事務所
  - 授乳室
  - 多目的ホール
  - ボランティアルーム
- インクルーシブ広場
- オリプリランド（スケートコート）
- 軽スポーツ広場（バスケットボールコート等）

## 近隣施設

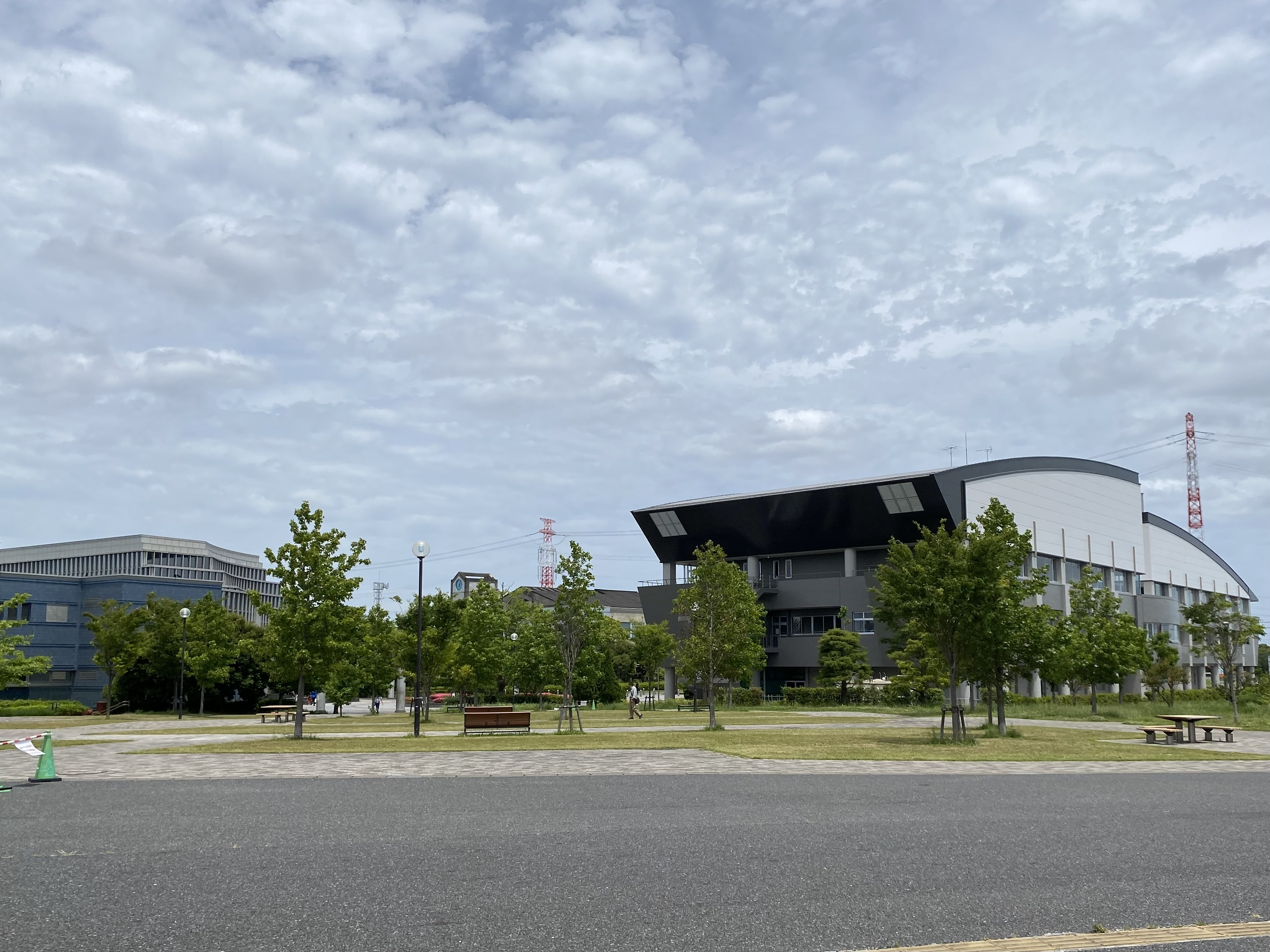
市原市立中央図書館・いちはら子ども未来館（2023年5月）

- 市原市立中央図書館
- いちはら子ども未来館
- 市原市立五井小学校
- アリオ市原
- アクロスプラザ市原更級

## アクセス
- 五井駅から徒歩15分
- アリオ市原から徒歩4分
- 小湊鐵道バス「保健センター・YOUホール前」若しくは「アリオ市原」で下車後、徒歩3分
- 館山自動車道「市原IC」から車で4分